# 卜瓦松二項分布
在機率论和统计学中，卜瓦松二项分布是一個基於独立伯努利试验之和的离散機率分布。这一概念以西梅翁·德尼·泊松的名字命名。
换句话说，它是成功概率分別為{\displaystyle p_{1},p_{2},\dots ,p_{n}}的n次独立伯努利试验中，成功次数的機率分布。普通二项分布是卜瓦松二项分布在所有成功機率相同（即{\displaystyle p_{1}=p_{2}=\cdots =p_{n}}）时的特例。

## 定義

### 機率质量函数
n次试验中有k次成功的機率可以写为以下总和
{\displaystyle \Pr(K=k)=\sum \limits _{A\in F_{k}}\prod \limits _{i\in A}p_{i}\prod \limits _{j\in A^{c}}(1-p_{j})}
其中{\displaystyle F_{k}}是 {1,2,3,..., n } 的全體k元子集的集合。例如，如果n = 3，那么{\displaystyle F_{2}=\left\{\{1,2\},\{1,3\},\{2,3\}\right\}}。{\displaystyle A^{c}}是{\displaystyle A}的补集，也就是{\displaystyle A^{c}=\{1,2,3,\dots ,n\}\setminus A}。
{\displaystyle F_{k}}将包含{\displaystyle n!/((n-k)!k!)}個元素，因此上述总和在實務中是很難計算的，除非试验次数n很小（例如，如果n = 30，{\displaystyle F_{15}}包含超过1020个元素）。然而，还有其他更有效的方法可以计算{\displaystyle \Pr(K=k)}。
只要成功機率都不等于 1，就可以使用递归公式计算出k次成功的機率：
{\displaystyle \Pr(K=k)={\begin{cases}\prod \limits _{i=1}^{n}(1-p_{i})&k=0\\{\frac {1}{k}}\sum \limits _{i=1}^{k}(-1)^{i-1}\Pr(K=k-i)T(i)&k>0\\\end{cases}}}
其中
{\displaystyle T(i)=\sum \limits _{j=1}^{n}\left({\frac {p_{j}}{1-p_{j}}}\right)^{i}.}
递归公式在数值上不稳定，在{\displaystyle n}约大于20時应避免使用。另一种方法是使用分治算法：假设{\displaystyle n=2^{b}}是2的幂，並以{\displaystyle f(p_{i:j})}表示成功概率為{\displaystyle p_{i},\dots ,p_{j}}的卜瓦松二项分布，{\displaystyle *}表示卷积，則{\displaystyle f(p_{1:2^{b}})=f(p_{1:2^{b-1}})*f(p_{2^{b-1}+1:2^{b}})}。
另一种可能性是使用离散傅立叶变换。 
{\displaystyle \Pr(K=k)={\frac {1}{n+1}}\sum \limits _{l=0}^{n}C^{-lk}\prod \limits _{m=1}^{n}\left(1+(C^{l}-1)p_{m}\right)}
其中{\displaystyle C=\exp \left({\frac {2i\pi }{n+1}}\right)}，{\displaystyle i={\sqrt {-1}}}。
Chen和Liu在“卜瓦松二项式和条件伯努利分布的统计应用”中描述了其他方法。 

## 特性

### 均值和方差
由于卜瓦松二项式分布變數是n个独立伯努利分布變數的总和，因此其均值和方差将是n个伯努利分布的均值和方差之和：
{\displaystyle \mu =\sum \limits _{i=1}^{n}p_{i}}
{\displaystyle \sigma ^{2}=\sum \limits _{i=1}^{n}(1-p_{i})p_{i}}
當平均值（{\displaystyle \mu }）和次數（n）為定值，且所有成功機率相等時，我们會得到二项式分布，變異數此時最大。当平均值固定时，變異數的上界為具有相同均值的卜瓦松分布的變異數，該上界在n趋于无穷大時可以渐近取得。

### 熵
卜瓦松二項式分佈的熵沒有簡單的公式，但熵的上限是具有相同數字參數和相同均值的二項式分佈的熵。因此，熵也不大於相同均值的卜瓦松分佈的熵。
謝普-奧爾金凹性猜想由勞倫斯·謝普和英格拉姆·奧爾金於1981年提出，指出卜瓦松二項式分佈的熵是成功機率{\displaystyle p_{1},p_{2},\dots ,p_{n}}的凹函數。這個猜想由 Erwan Hillion 和 Oliver Johnson 於2015年證明。1981年同一篇論文亦提出謝普-奧爾金單調性猜想：若{\displaystyle p_{i}\leq 1/2}，則熵對{\displaystyle p_{i}}為單調遞增。這個猜想也被 Hillion 和 Johnson 於 2019 年證明。